# Persimmon plc
Persimmon plc er en britisk boligbyggevirksomhed med hovedkvarter i York, England. Virksomheden er navngivet efter en britisk hest, som i 1896 vandt Derby.
Persimmon blev etableret af Duncan Davidson i 1972.